# Amstel Gold Race 1974
La 9.ª edición de la Amstel Gold Race se disputó el 13 de abril de 1974 en la provincia de Limburg (Países Bajos). La carrera constó de una longitud total de 238 km, entre Heerlen y Meerssen.
El vencedor final fue el holandés Gerrie Knetemann (Gan-Mercier-Hutchinson) fue el vencedor de esta edición al imponerse en solitario en la línea de meta de Heerlen. Los belgas Walter Planckaert (Watney-Maes) y Walter Godefroot (Carpenter-Confortluxe-Flandria) fueron segundo y tercero respectivamente. 

## Clasificación final
| Pos. | Ciclista               | Equipo                         | Tiempo     |
| ---- | ---------------------- | ------------------------------ | ---------- |
| 1    | Gerrie Knetemann       | Gan-Mercier-Hutchinson         | 6h 06' 30" |
| 2    | Walter Planckaert      | Watney-Maes                    | + 3' 21"   |
| 3    | Walter Godefroot       | Carpenter-Confortluxe-Flandria | m. t.      |
| 4    | Freddy Maertens        | Carpenter-Confortluxe-Flandria | m. t.      |
| 5    | Gustaaf Van Roosbroeck | M.i.c.-De Gribaldy-Ludo        | m. t.      |
| 6    | Gerard Vianen          | Gan-Mercier-Hutchinson         | m. t.      |
| 7    | Jan Krekels            | Tim Oil-Novy                   | m. t.      |
| 8    | Tino Tabak             | TI-Raleigh                     | m. t.      |
| 9    | Willy Teirlinck        | Sonolor-Gitane                 | m. t.      |
| 10   | Herman Van Springel    | M.i.c.-De Gribaldy-Ludo        | m. t.      |